# Sannio Sciascinoso spumante
Il Sannio Sciascinoso spumante è un vino DOC italiano la cui produzione è consentita nella provincia di Benevento.

## Caratteristiche organolettiche
- colore: rubino più o meno intenso
- odore: vinoso, caratteristico, gradevole
- sapore: asciutto, tipico, a volte morbido

## Produzione
Provincia, stagione, volume in ettolitri
- nessun dato disponibile